# Webster (Nou Hampshire)
Webster és una població dels Estats Units a l'estat de Nou Hampshire. Segons el cens del 2000 tenia 1.579 habitants.

## Demografia
Segons el cens del 2000, Webster tenia 1.579 habitants, 581 habitatges, i 464 famílies. La densitat de població era de 21,9 habitants per km².
Dels 581 habitatges en un 34,9% hi vivien nens de menys de 18 anys, en un 68,3% hi vivien parelles casades, en un 7,4% dones solteres, i en un 20,1% no eren unitats familiars. En el 14,5% dels habitatges hi vivien persones soles el 4,6% de les quals corresponia a persones de 65 anys o més que vivien soles. El nombre mitjà de persones vivint en cada habitatge era de 2,71 i el nombre mitjà de persones que vivien en cada família era de 2,99.
Per edats la població es repartia de la següent manera: un 25,8% tenia menys de 18 anys, un 5,3% entre 18 i 24, un 31,7% entre 25 i 44, un 27,9% de 45 a 60 i un 9,2% 65 anys o més.
L'edat mediana era de 39 anys. Per cada 100 dones de 18 o més anys hi havia 93,2 homes.
La renda mediana per habitatge era de 54.052$ i la renda mediana per família de 57.396$. Els homes tenien una renda mediana de 35.449$ mentre que les dones 24.250$. La renda per capita de la població era de 20.852$. Entorn del 3,6% de les famílies i el 5% de la població estaven per davall del llindar de pobresa.